# Municipio de Sylvia
El municipio de Sylvia (en inglés: Sylvia Township) es un municipio ubicado en el condado de Reno en el estado estadounidense de Kansas. En el año 2010 tenía una población de 311 habitantes y una densidad poblacional de 3,34 personas por km².

## Geografía
El municipio de Sylvia se encuentra ubicado en las coordenadas 37°57′13″N 98°24′48″O / 37.95361, -98.41333. Según la Oficina del Censo de los Estados Unidos, el municipio tiene una superficie total de 93.1 km², de la cual 92,93 km² corresponden a tierra firme y (0,19 %) 0,17 km² es agua.

## Demografía
Según el censo de 2010, había 311 personas residiendo en el municipio de Sylvia. La densidad de población era de 3,34 hab./km². De los 311 habitantes, el municipio de Sylvia estaba compuesto por el 94,53 % blancos, el 0,32 % eran asiáticos, el 2,25 % eran de otras razas y el 2,89 % eran de una mezcla de razas. Del total de la población el 5,47 % eran hispanos o latinos de cualquier raza.